# Starfire Optical Range

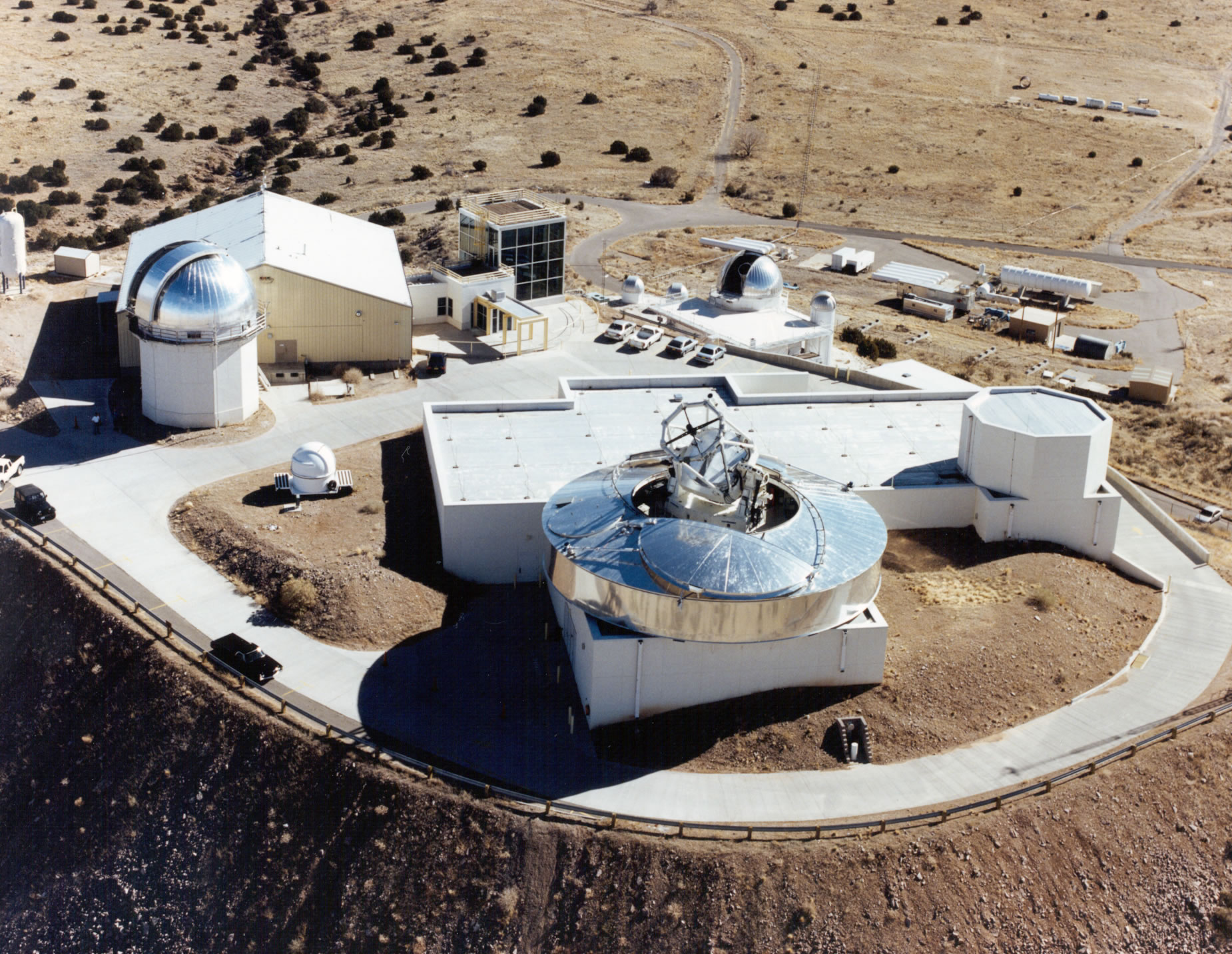
El rango óptico de Starfire, desde una perspectiva de helicóptero.

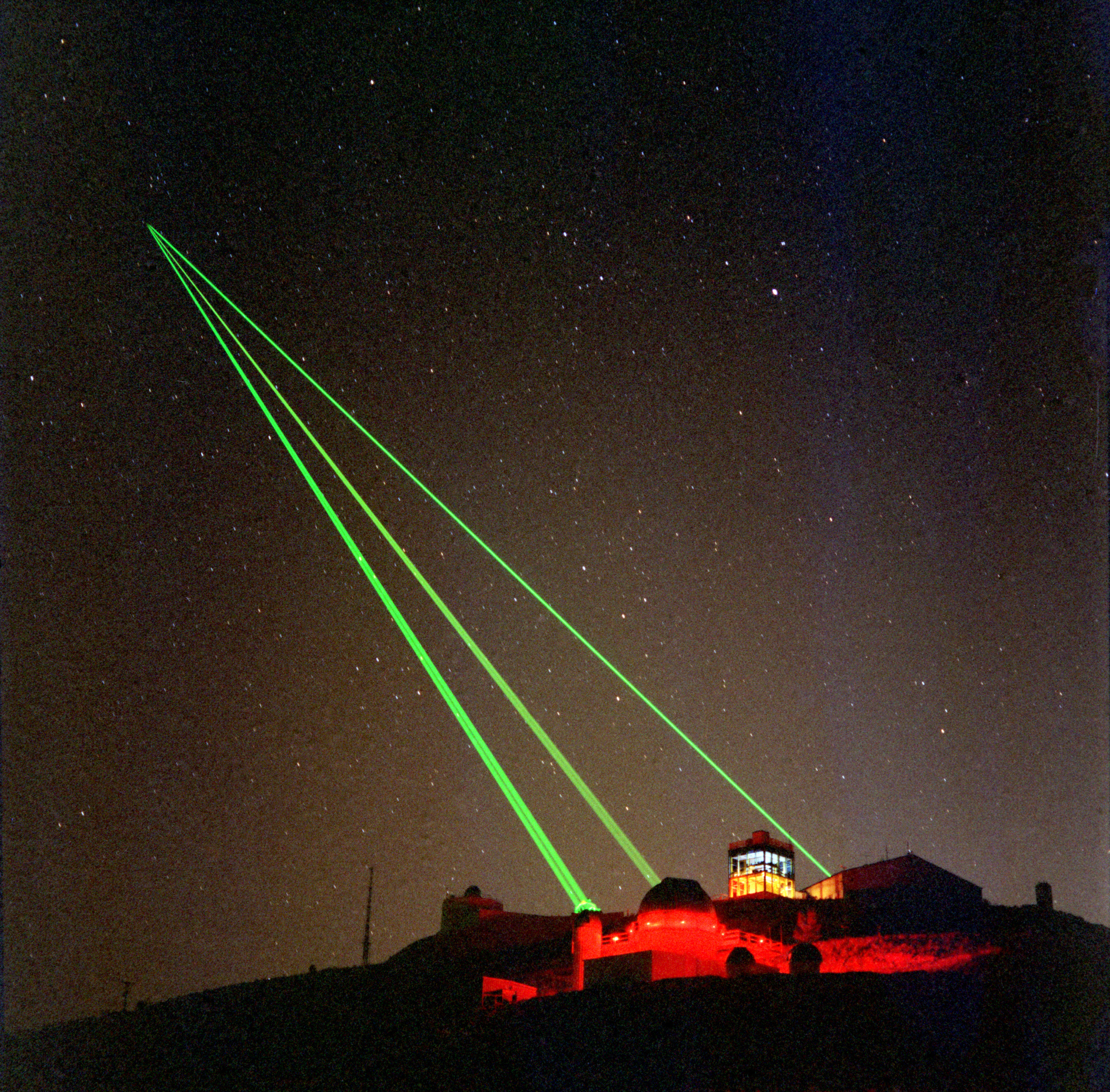
Tres láseres verdes irradian en la misma dirección.

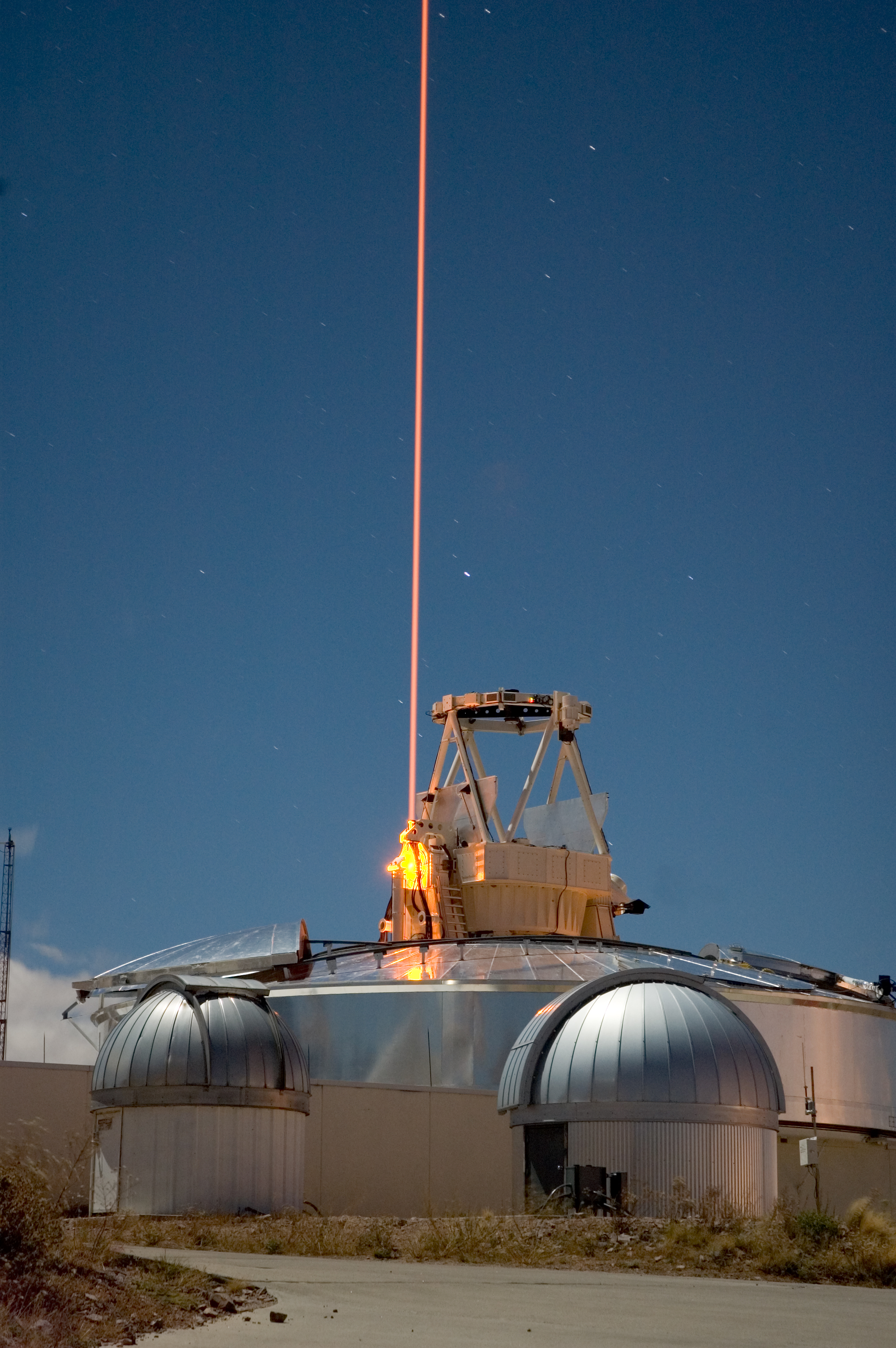
Un FASOR sintonizado a la línea de sodio D2a para excitar la capa de sodio atmosférico, en funcionamiento para LIDAR y experimentos con estrellas de guía.

La Starfire Optical Range es un Laboratorio de investigación de la Fuerza Aérea de los Estados Unidos, en Kirtland Air Force Base, en Albuquerque (nuevo México). De acuerdo con su Página de inicio, trabaja en el Desarrollo y Demostración de las Técnicas para el Control óptico de frentes de onda". La instalación es un ala de seguridad y es una instalación de la "Dirección de Energía Dirigida" del Laboratorio de Investigación de la Fuerza Aérea.
- Su equipo óptico incluye

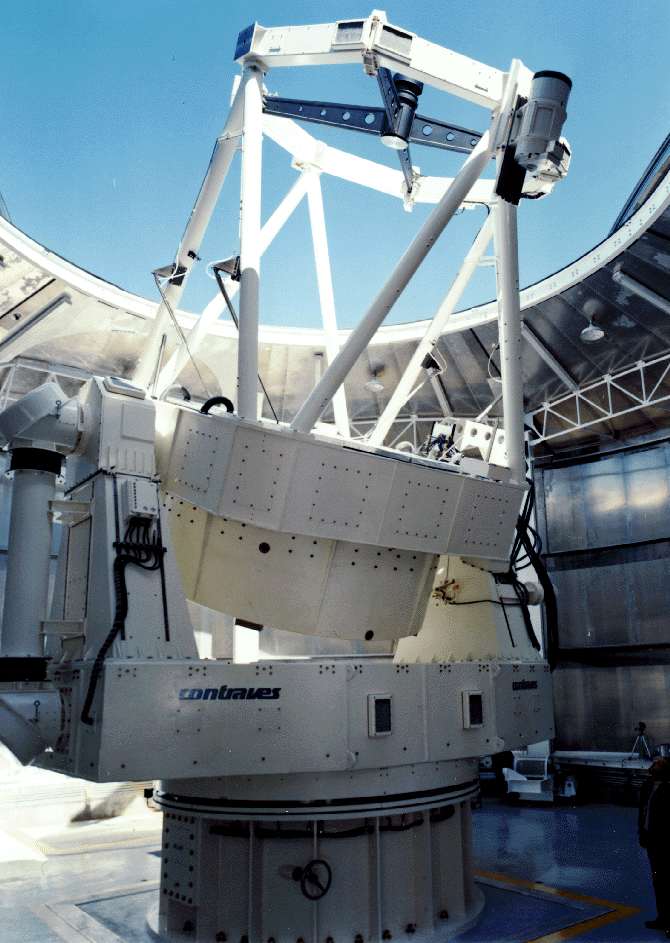
El Telescopio de 3,5 metros.

- Telescopio reflector de 3,5 metros, en funcionamiento desde 1994, y equipado desde 1997 con una óptica adaptativa
- Telescopio de 1,5 metros, y una
- Director 1,0-metro-haz.

## Uso Militar
Según un artículo del New York Times fechado el 3 de mayo de 2006, la instalación está investigando un proceso que permitirá que los satélites sean apagados por los rayos láser terrestres. Se habrían presentado al Congreso de los Estados Unidos documentos apropiados sobre la preparación del presupuesto. Tal sistema sería equivalente a un arma de energía o un arma espacial.